# 科羅拉多蜱熱病毒屬
科羅拉多蜱熱病毒属（Coltivirus），是呼腸孤病毒科（Reoviruses）的一個屬。該類病毒會感染如豬等動物，造成如猪流行性腹泻等疾病。 
代表種：
- 科羅拉多蜱熱病病毒（Colorado tick fever virus）

## 外部連結
- 微生物免疫學-Reoviridae(呼腸孤病毒科) （页面存档备份，存于）